# Contrazione muscolare
La contrazione muscolare è il risultato di una serie di modificazioni intracellulari coordinate che porta al movimento della fibra muscolare e, di conseguenza, del muscolo stesso. La contrazione avviene in tutti i tipi di muscolo; è meglio rappresentata nel muscolo scheletrico, dove esiste una struttura metamerica (il sarcomero) dotata di particolarità morfologiche e funzionali.

## Sarcomero
Il sarcomero è l'unità morfofunzionale e contrattile del muscolo striato scheletrico e cardiaco; i componenti peptidici principali sono l'actina e la miosina (filamenti sottili disposti lungo il sarcomero)
- altre proteine strutturali che permettono e favoriscono il mantenimento della struttura (ad esempio distrofina, troponina e tropomiosina).

Al microscopio si possono riconoscere alcune microstrutture, cioè:
- la banda I (regione in cui troviamo solo filamenti sottili)
- la banda A (regione in cui troviamo entrambi i filamenti)
- la zona H (regione in cui troviamo solo filamenti spessi)
- la linea M (una linea scura che corre al centro del sarcomero, su cui si inseriscono i filamenti miosinici)
- la linea Z (inizio e fine del sarcomero), linea su cui si inseriscono i filamenti di actina.

## Meccanismo di contrazione
Il calcio presente nel sangue attiva l'actina delle fibre muscolari, che insieme a miosina e altri filamenti determina la contrazione. Il magnesio dà una modesta carica elettrica che sposta il calcio dalla parte opposta della cellula, invertendo la contrazione.

### Contrazione nel muscolo scheletrico

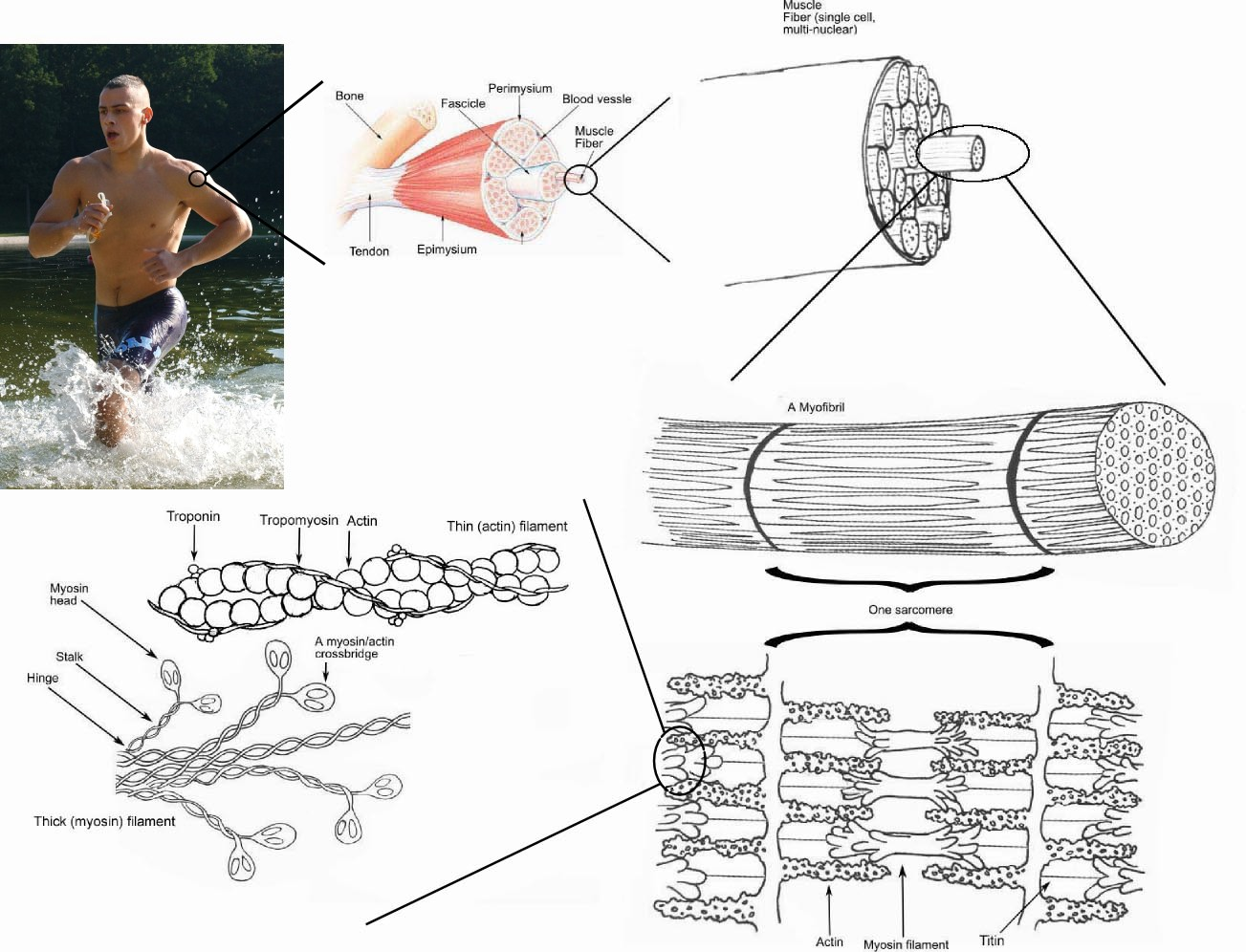
Struttura macroscopica e microscopica del muscolo scheletrico

Il meccanismo di contrazione muscolare può essere riassunto nei seguenti punti: - le linee Z si avvicinano - la banda I si riduce per l'avvicinamento fra banda A e linea Z - la zona H scompare. Perché questo avvenga è necessario che i filamenti sottili scivolino su quelli spessi; questo processo si verifica dopo una serie di processi cellulari ben coordinati, che si possono dividere in fase preparatoria e fase di contrazione. La prima vede:
- Lo stimolo alla contrazione, propagato attraverso le fibre nervose, giunge al bottone sinaptico dove determina il rilascio del neurotrasmettitore (solitamente acetilcolina).
- L'acetilcolina funge da ligando per alcuni canali del Na+ ligando dipendenti; causandone l'apertura, determina una depolarizzazione della membrana plasmatica della fibra.
- Questa prima depolarizzazione, detta potenziale di placca (70 mV), causa a sua volta l'apertura di canali ionici per il Na+ voltaggio-dipendenti, quindi l'insorgere del potenziale d'azione.
- Il potenziale d'azione, propagandosi lungo la membrana della fibra muscolare, causa l'apertura dei canali diidropiridinici a livello dei tubuli T.
- L'apertura dei canali diidropiridinici causa, tramite cambiamenti conformazionali, l'apertura dei recettori rianodinici, canali ionici del Ca2+ situati a livello del reticolo sarcoplasmatico (compartimento cellulare in cui il Ca2+ è solitamente sequestrato tramite apposite proteine).
- Dal reticolo sarcoplasmatico il Ca2+ diffonde per tutta la cellula, raggiungendo ogni miofibrilla grazie ad un espediente morfologico della cellula, le triadi.
- Il Ca2+ va a legarsi alla troponina, sulla subunità C; così facendo determina un cambiamento conformazionale che causa il trascinamento della subunità T, legata a sua volta alla tropomiosina. Questo movimento lascia libero il sito d'attacco per la miosina sull'actina, prima occupato dalla tropomiosina.

La liberazione del predetto sito sull'actina dà il via alla fase di contrazione vera e propria. Lo scorrimento della miosina ed i suoi cambiamenti conformazionali, cause primarie della contrazione del muscolo, sono essenzialmente dovute alla diversa affinità della proteina per actina, ATP e ADP. Durante lo scorrimento le teste di miosina si legano a quelle di actina con una precisa angolazione di 45°. Nella fase di rilassamento, invece il procedimento sarà il contrario. Possiamo suddividere la contrazione e il rilassamento muscolare in tre fasi principali, ovvero la contrazione, il rilassamento ed infine la fase latente, fase che segue lo stimolo, ma nella quale non c'è risposta. Questo complesso sistema di reazioni chimiche determinerà lo scorrimento di un filamento sull'altro, e quindi la contrazione del sarcomero. A seguito della contrazione la troponina rilascia ioni Ca2+ che tornano nel reticolo sarcoplasmatico.

### Contrazione del muscolo cardiaco
Differisce dal muscolo scheletrico per diversi aspetti. Le cellule del muscolo cardiaco mancano del sistema a "T" e non esiste un diretto accoppiamento fra la membrana plasmatica ed il reticolo sarcoplasmatico. Il potenziale d'azione cardiaco varia nella sua configurazione nelle diverse parti del cuore, ma, in generale, mostra una ripolarizzazione che dura parecchie centinaia di millisecondi e che è successivo alla fase di depolarizzazione rapida iniziale. La membrana plasmatica contiene molti canali del calcio tipo L, che si aprono durante questo plateau e permettono a {\displaystyle Ca^{2+}} di entrare nella cellula, anche se la quantità non è sufficiente ad attivare direttamente la macchina contrattile. Piuttosto, questo iniziale ingresso di {\displaystyle Ca^{2+}} permette a RyR (una molecola diversa da quella del muscolo scheletrico) di liberare {\displaystyle Ca^{2+}} da SR, dando origine a un'onda secondaria e di maggiori dimensioni di {\displaystyle Ca^{2+}} libero. Poiché i RyR del muscolo cardiaco sono essi stessi attivati da {\displaystyle Ca^{2+}}, l'onda di {\displaystyle Ca^{2+}} può essere considerata un evento di tipo rigenerativo "tutto o nulla" e perciò definito "Liberazione del Calcio mediata da Calcio".

### Contrazione nel muscolo liscio
Le differenze principali tra muscolo liscio e muscolo striato sono tre:
- nel muscolo liscio la contrazione può essere generata autonomamente o da ormoni (ad esempio epinefrina), oltre che da stimolo nervoso;
- nel muscolo liscio il Ca2+ liberato nel citosol proviene sia dall'ambiente extracellulare che dal reticolo sarcoplasmatico tramite il legame con IP3 (Inositolo trifosfato);
- il muscolo liscio non è dotato di sarcomeri o di altre unità funzionali. I filamenti di actina sono ancorati alla membrana plasmatica, generando una contrazione non organizzata della cellula.

Il potenziale d'azione del muscolo liscio è un fenomeno piuttosto lento e vago se paragonato al comportamento più militaresco del muscolo scheletrico e di quello cardiaco, e si propaga attraverso il tessuto molto più lentamente e con incertezza. Nella maggior parte dei casi, il potenziale d'azione è generato da canali del calcio del tipo L piuttosto che da canali del sodio fase-dipendenti (questa rappresenta una via piuttosto importante per l'ingresso di {\displaystyle Ca^{2+}}). In aggiunta molte cellule del muscolo liscio possiedono canali cationici attivati da ligandi, che permettono l'ingresso di {\displaystyle Ca^{2+}} quando vengono attivati dai neurotrasmettitori. Tra questi, i recettori meglio caratterizzati sono i quelli del tipo {\displaystyle P_{2x}}, che sono attivati dall'ATP rilasciato dalle terminazioni nervose del sistema autonomo. Anche le cellule del muscolo liscio accumulano {\displaystyle Ca^{2+}} nel reticolo endoplasmatico, da cui può essere rilasciato quando {\displaystyle IP_{3}R} viene attivato da {\displaystyle IP_{3}}. {\displaystyle IP_{3}} viene attivato dalla generazione di molti tipi di recettori accoppiati alle proteine G. Quindi, a differenza della muscolatura scheletrica e cardiaca, il rilascio di {\displaystyle Ca^{2+}} e la conseguente contrazione possono verificarsi nel muscolo liscio quando questi recettori vengono attivati senza che ci sia alcun coinvolgimento di eventi elettrici e di ingresso di {\displaystyle Ca^{2+}} attraverso la membrana plasmatica. Il sistema contrattile della muscolatura liscia viene attivato quando la catena leggera della miosina (MLC) viene fosforilata e può così staccarsi dai filamenti di actina. Questa fosforilazione viene catalizzata da una chinasi, la chinasi della miosina a catena leggera (MLCK), che viene attivata quando si lega alla {\displaystyle Ca^{2+}}-calmodulina. Un secondo enzima, la miosina fosfatasi, defosforila e promuove il rilasciamento. Entrambi gli enzimi sono regolati da nucleotidi ciclici (cAMP e cGMP), e molti farmaci che causano la contrazione o il rilasciamento della muscolatura liscia agiscono in questo modo mediante attivazione di recettori accoppiati a proteine G o alle guanilato ciclasi. 
:)